# ناحیه البا، شهرستان هنری، ایلینوی
شهرستان البا، بخش هنری، ایلینواز (به انگلیسی: Alba Township, Henry County, Illinois) یک منطقهٔ مسکونی در ایالات متحده آمریکا است که در ایلی‌نوی واقع شده‌است.

## خصوصیات
شهرستان البا ۲۲۰ نفر جمعیت دارد و ۱۹۵ متر بالاتر از سطح دریا واقع شده‌است.